# Rally de Finlandia de 2014
El Rally de Finlandia de 2014, oficialmente 64º Neste Oil Rally Finland 2014, fue la sexagésima cuarta edición y la octava ronda de la temporada 2014 del Campeonato Mundial de Rally. Se celebró del 31 de julio al 1 de agosto y contó con un itinerario de veintiséis tramos sobre tierra que sumaban un total de 360,82 km cronometrados. Fue también la octava ronda de los campeonatos WRC 2, WRC 3 y la tercera del Campeonato Junior y de la Drive Dmack Cup.

## Itinerario
| Día   | SS   | Tramo                     | Distancia | Hora  | Ganador            | Tiempo  | Vel. media | Líder rally        |
| ----- | ---- | ------------------------- | --------- | ----- | ------------------ | ------- | ---------- | ------------------ |
| Día 1 | SS1  | Lankamaa 1                | 23,47 km  | 16:08 | Jari-Matti Latvala | 11:17.3 | 124,6 km/h | Jari-Matti Latvala |
| Día 1 | SS2  | Jouhtikylä                | 10,40 km  | 17:21 | Jari-Matti Latvala | 05:02.5 | 119,6 km/h | Jari-Matti Latvala |
| Día 1 | SS3  | Lankamaa 2                | 23,47 km  | 19:07 | Sébastien Ogier    | 11:11.2 | 125,8 km/h | Jari-Matti Latvala |
| Día 1 | SS4  | Harju 1                   | 2,20 km   | 20:30 | Sébastien Ogier    | 1:46.1  | 68,8 km/h  | Jari-Matti Latvala |
| Día 2 | SS5  | Pihlajakoski 1            | 14,10 km  | 09:18 | Jari-Matti Latvala | 6:45.9  | 128,6 km/h | Jari-Matti Latvala |
| Día 2 | SS6  | Päijälä 1                 | 23,00 km  | 10:26 | Jari-Matti Latvala | 10:52.3 | 129,1 km/h | Jari-Matti Latvala |
| Día 2 | SS7  | Kakaristo 1               | 20,50 km  | 11:24 | Kris Meeke         | 10:37.0 | 115,9 km/h | Jari-Matti Latvala |
| Día 2 | SS8  | Painaa 1                  | 7,49 km   | 12:42 | Sébastien Ogier    | 3:51.3  | 120,0 km/h | Jari-Matti Latvala |
| Día 2 | SS9  | Pihlajakoski 2            | 14,10 km  | 15:56 | Sébastien Ogier    | 6:39.8  | 130,9 km/h | Jari-Matti Latvala |
| Día 2 | SS10 | Päijälä 2                 | 23,00 km  | 17:04 | Jari-Matti Latvala | 10:38.3 | 131,9 km/h | Jari-Matti Latvala |
| Día 2 | SS11 | Kakaristo 2               | 20,50 km  | 18:02 | Jari-Matti Latvala | 10:22.1 | 118,7 km/h | Jari-Matti Latvala |
| Día 2 | SS12 | Painaa 2                  | 7,49 km   | 19:20 | Jari-Matti Latvala | 3:48.5  | 121,6 km/h | Jari-Matti Latvala |
| Día 2 | SS13 | Harju 2                   | 2,20 km   | 20:30 | Sébastien Ogier    | 1:46.3  | 77,1 km/h  | Jari-Matti Latvala |
| Día 3 | SS14 | Mökkiperä 1               | 13,50 km  | 08:08 | Jari-Matti Latvala | 5:44.8  | 144,8 km/h | Jari-Matti Latvala |
| Día 3 | SS15 | Jukojärvi 1               | 21,90 km  | 09:06 | Jari-Matti Latvala | 10:15.3 | 128,3 km/h | Jari-Matti Latvala |
| Día 3 | SS16 | Surkee 1                  | 14,95 km  | 10:43 | Jari-Matti Latvala | 7:58.9  | 112,6 km/h | Jari-Matti Latvala |
| Día 3 | SS17 | Himos 1                   | 4,45 km   | 12:11 | Sébastien Ogier    | 2:37.6  | 102,0 km/h | Jari-Matti Latvala |
| Día 3 | SS18 | Leustu 1                  | 11,00 km  | 12:44 | Jari-Matti Latvala | 5:15.9  | 114,3 km/h | Jari-Matti Latvala |
| Día 3 | SS19 | Mökkiperä 1               | 13,50 km  | 15:20 | Jari-Matti Latvala | 6:40.7  | 124,6 km/h | Jari-Matti Latvala |
| Día 3 | SS20 | Jukojärvi 2               | 21,90 km  | 16:18 | Sébastien Ogier    | 10:09.4 | 129,6 km/h | Jari-Matti Latvala |
| Día 3 | SS21 | Surkee 2                  | 14,95 km  | 17:55 | Sébastien Ogier    | 7:53.4  | 113,8 km/h | Jari-Matti Latvala |
| Día 3 | SS22 | Himos 2                   | 4,45 km   | 19:23 | Sébastien Ogier    | 2:35.4  | 103,3 km/h | Jari-Matti Latvala |
| Día 3 | SS23 | Leustu 2                  | 11,00 km  | 19:56 | Sébastien Ogier    | 5:11.3  | 115,8 km/h | Jari-Matti Latvala |
| Día 4 | SS24 | Ruuhimäki 1               | 7,10 km   | 09:25 | Jari-Matti Latvala | 3:16.7  | 124,7 km/h | Jari-Matti Latvala |
| Día 4 | SS25 | Myhinpää                  | 23,10 km  | 10:43 | Sébastien Ogier    | 10:15.5 | 134,6 km/h | Jari-Matti Latvala |
| Día 4 | SS26 | Ruuhimäki 2 (Power Stage) | 7,10 km   | 13:08 | Sébastien Ogier    | 3:16.0  | 124,7 km/h | Jari-Matti Latvala |

## Clasificación
| Pos.   | Piloto             | Copiloto              | Automóvil             | Tiempo    | Diferencia | Puntos |     |
| WRC    | WRC                | WRC                   | WRC                   | WRC       | WRC        | WRC    | WRC |
| ------ | ------------------ | --------------------- | --------------------- | --------- | ---------- | ------ | --- |
| 1      | Jari-Matti Latvala | Miikka Anttila        | Volkswagen Polo R WRC | 2:57:23.2 |            | 25 + 2 |     |
| 2      | Sébastien Ogier    | Julien Ingrassia      | Volkswagen Polo R WRC | 2:57:26.8 | +0:03.6    | 18 + 3 |     |
| 3      | Kris Meeke         | Paul Nagle            | Citroën DS3 WRC       | 2:59:15.7 | +0:50.6    | 15 + 1 |     |
| 4      | Andreas Mikkelsen  | Mikko Markkula        | Volkswagen Polo R WRC | 2:59:15.7 | +1:52.5    | 12     |     |
| 5      | Mikko Hirvonen     | Jarmo Lehtinen        | Ford Fiesta RS WRC    | 3:00:12.9 | +2:49.7    | 10     |     |
| 6      | Juho Hänninen      | Tomi Tuominen         | Hyundai i20 WRC       | 3:01:52.2 | +4:29.0    | 8      |     |
| 7      | Elfyn Evans        | Daniel Barritt        | Ford Fiesta RS WRC    | 3:02:49.0 | +5:25.8    | 6      |     |
| 8      | Hayden Paddon      | John Kennard          | Hyundai i20 WRC       | 3:03:41.0 | +6:17.8    | 4      |     |
| 9      | Henning Solberg    | Ilka Minor            | Ford Fiesta RS WRC    | 3:09:30.2 | 12:07.0    | 2      |     |
| 10     | Karl Kruuda        | Martin Järveoja       | Peugeot 208 T16       | 3:12:07.9 | +14:44.7   | 1      |     |
| WRC 2  |                    |                       |                       |           |            |        |     |
| 1 (10) | Karl Kruuda        | Martin Järveoja       | Ford Fiesta S2000     | 3:12:07.9 | 0.0        | 25     |     |
| 2 (11) | Jari Ketomaa       | Kaj Lindström         | Ford Fiesta R5        | 3:14:16.6 | +2:08.7    | 18     |     |
| 3 (12) | Ott Tänak          | Raigo Mőlder          | Ford Fiesta R5        | 3:14:40.1 | +2:32.2    | 15     |     |
| WRC 3  |                    |                       |                       |           |            |        |     |
| 1 (17) | Teemu Suninen      | Juha-Pekka Jauhiainen | Citroën DS3 R3T       | 3:31:27.8 | 0.0        | 25     |     |
| 2 (19) | Martin Koči        | Lukáš Kostka          | Citroën DS3 R3T       | 3:31:59.7 | +34:36:5   | 18     |     |
| 3 (22) | Quentin Giordano   | Guillaume Duval       | Citroën DS3 R3T       | 3:33:19.8 | +35:56.6   | 15     |     |
| JWRC   |                    |                       |                       |           |            |        |     |
| 1 (19) | Martin Koči        | Lukáš Kostka          | Citroën DS3 R3T       | 3:31:59.0 | 0.0        | 25     |     |
| 2 (22) | Quentin Giordano   | Quentin Giordano      | Citroën DS3 R3T       | 3:33:19.8 | +1:20.1    | 18     |     |
| 3 (35) | Molly Taylor       | Sebastian Marshall    | Citroën DS3 R3T       | 3:47:15.7 | +15:16.0   | 15     |     |